# Xã Scott, Quận Lawrence, Pennsylvania
Xã Scott (tiếng Anh: Scott Township) là một xã thuộc quận Lawrence, tiểu bang Pennsylvania, Hoa Kỳ. Năm 2010, dân số của xã này là 2.347 người.